# The Living Theatre

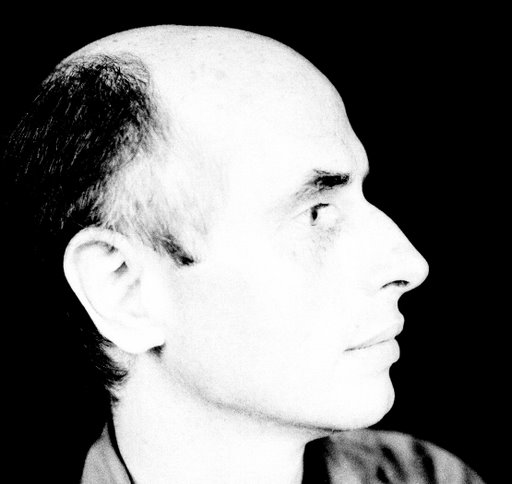
Julian Beck, fundador.

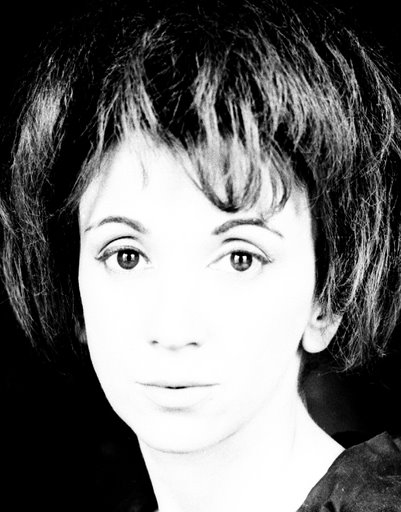
Judith Malina, fundadora.

The Living Theatre es una compañía de teatro estadounidense, creada en 1947 en la Ciudad de Nueva York. Es el grupo de teatro experimental más antiguo que existe en Estados Unidos. A lo largo de su historia fue liderado por sus fundadores, la actriz Judith Malina, que había estudiado teatro con Erwin Piscator con quien aprende las teorías de Brecht y de Meyerhold, y el pintor y poeta Julian Beck; luego de la muerte de Beck en 1985, el miembro de la compañía Hanon Reznikov se convirtió en codirector junto con Malina.
Como es uno de los grupos de "teatro aleatorio" o "teatro vivo" más antiguos en la actualidad, sirve de modelo al resto. Concebían el teatro casi como una forma de vida y los actores vivían en comunidad bajo principios anarquistas. Fue dedicada a la transformación de la organización del poder dentro de una sociedad autoritaria y de estructura jerárquica hacia una comunidad cooperativa de expresión.

## Concepto
Creado con el objetivo de representar obras experimentales, que a menudo abordaron temas controvertidos, cuestionaron prácticamente el completo funcionamiento de una obra teatral: El lugar del actor, pasó de ser un mero representante al propio creador de la obra, con la opción de desarrollar ideas libremente, actor libre. La necesidad de usar un texto escrito también fue desapareciendo, dejando un gran espacio a la improvisación, donde en el campo artístico tuvieron precursores como Duchamp, Arp, André Breton, la Escuela de Nueva York de Action Painting, John Cage o Allan Kaprow. El espacio teatral fue abriéndose hacia lugares insólitos (como naves industriales) o en plena calle. El teatro de creación colectiva fue otro de sus aportes importantes, reflejando su actitud antisistema, en consonancia con las tendencias radicales de los cincuenta, sesenta y setenta donde muchos de los artistas actuaron en una corriente llamada contracultura.
Para el Living Theatre otro de sus mayores retos la fue implicación del público en sus obras, para lo que usaron diversas técnicas de instruir, provocar sensaciones, iniciar experiencias, etc. Para ellos era importante trasladar sus ideales revolucionarios a las personas que acudían a sus representaciones, los cuales estaban llenos de contenido anarquista, con una intención de hacer frente a la sociedad capitalista que no paraba de crecer. Según sus fundadores, el teatro no era más que un instrumento para hacer la revolución.
Todo esto tiene sus raíces en el teatro de la crueldad de Antonin Artaud

## Contexto
El ambiente social de las décadas donde se fue desarrollando el Living Theatre era de enorme irritación, protagonizado por grandes protestas populares a favor del desarme nuclear, los Derechos Civiles y en contra de la guerra de Vietnam. En Estados Unidos las marchas antirracistas tuvieron un peso importante, donde la Asociación nacional para el progreso de las personas de color jugó un gran papel, quienes junto con Martin Luther King protagonizaron una gran marcha hacia Washington D. C., donde este pronunció su famoso discurso: Tengo un sueño. Su asesinato en 1968 y anteriormente en 1963 el de John F. Kennedy fueron motivo de una gran crispación entre los civiles.
Fuera de Estados Unidos también se fue generalizando este ambiente, donde entre 1957 y 1972 tuvieron lugar las actividades de la Internacional Situacionista: un grupo liderado por Guy Debord que pretendía realizar una revolución cultural. Nació de una fusión entre algunos grupos de vanguardia en los cuales se encontraban, la Internacional Letrista, el Movimiento Internacional por una Bauhaus Imaginista y la Asociación Psicogeográfica de Londres. El situacionismo plantea un arte de situación y elimina la frontera entre el arte y la vida( lo cual estuvo muy presente para el Living Theatre). Creían que el arte era un instrumento para la dominación de clases y querían que llegase a ser un instrumento para la transformación social.  El teatro político también planteó esta clase de lucha, pero la acción transcurría en otro sitio, a diferencia del situacionismo.
Los medios de comunicación, crearon un movimiento crítico global, debido a su información sobre la guerra y las protestas. La sociedad del superconsumo también empezó a ser lapidada donde podemos encontrar las publicaciones de Herbert Marcuse: El Hombre Unidimensional (1964) y Un ensayo sobre la liberación (1969), los cuales nos ayudan a situar la experimentación teatral dentro del contexto político y cultural.
El Mayo Francés, como movimiento libertario, también tuvo una influencia fundamental en el desarrollo de las acciones del Living Theatre, y en general de toda la sociedad.
En este contexto surge el teatro de creación colectiva con grupos como: El Théâtre du Soleil, San Francisco Mime Troup, Major Road Theatre Company, Inter-Action Theatre, El Open Theatre, The Comediants, etc., pero la compañía con mayor importancia en la creación colectiva entre los sesenta y setenta fue The Living Theatre.

## Historia
El pintor Julian Beck, que frecuentó el círculo surrealista estadounidense y Judith Malina, quien quedó cautivada por un texto de contenido anarquista, se juntaron para fundar un teatro fuera de las convenciones que estaban marcadas. El teatro de aquella época, según ellos, un teatro de falsedad, dirigido a la burguesía y a la aristocracia, y por otra parte el crecimiento de Hollywood  y Broadway, donde los ideales de la sociedad se veían disfrazados, fueron el empuje para Julian y Judith de crear un teatro para los obreros, las personas de color y todos aquellos que quedaban excluidos en la sociedad norteamericana. Para ello, contaron con la ayuda de Robert Edmund Jones, quien en 1947 confió en ellos y les cedió su estudio para la preparación de sus obras.

### Periodo Estadounidense
El Living comenzó sus andadas en Estados Unidos, entre 1951 y 1964. Su espectáculo inaugural fue Ladies Voices, en su propio domicilio en 1951, compuesto de actos diferentes de Paul Goodman, Gertrude Stein, Bertrolt Brecht y García Lorca. Este año consiguieron alquilar el Cherry Lane Theatre, pero tras cinco espectáculos el Departamento de Prevención de Incendios resolvió cerrarla. En 1954 se instalaron en The Studio, un local cerca de la Calle 101, donde en 1955 estrenaron Questa sera si recita a soggetto de Pirandello. Esta obra, basada en unos actores que ensayan una comedia, fue una oportunidad para realizar una sátira del teatro de vanguardia mediante la caricaturización de la figura del director. Un año más tarde les obligaron a reducir el número de asientos en el local, por lo que Julian y Judith decidieron abandonarlo. Dos años después, en 1957, consiguieron encontrar una nueva sede entre la Calle Catorce y la Sexta Avenida, a la que llamarán The Living Theatre. En 1959 realizaron la inauguración con la puesta en escena de Many Loves, de William Carlos Williams, en la cual la puesta en escena fue parecida a la anterior. En este local comenzaron las primeras investigaciones del grupo en el campo del teatro experimental y presentaron sus obras más importantes del periodo estadounidense: en tres años y medio, nueve puestas en escena, lecturas de clásicos, veladas de poesía, conciertos y happenings. Además, en la misma zona encontraron a personas de la comunidad artística de la época, como el coreógrafo Merce Cunningham y el músico John Cage.

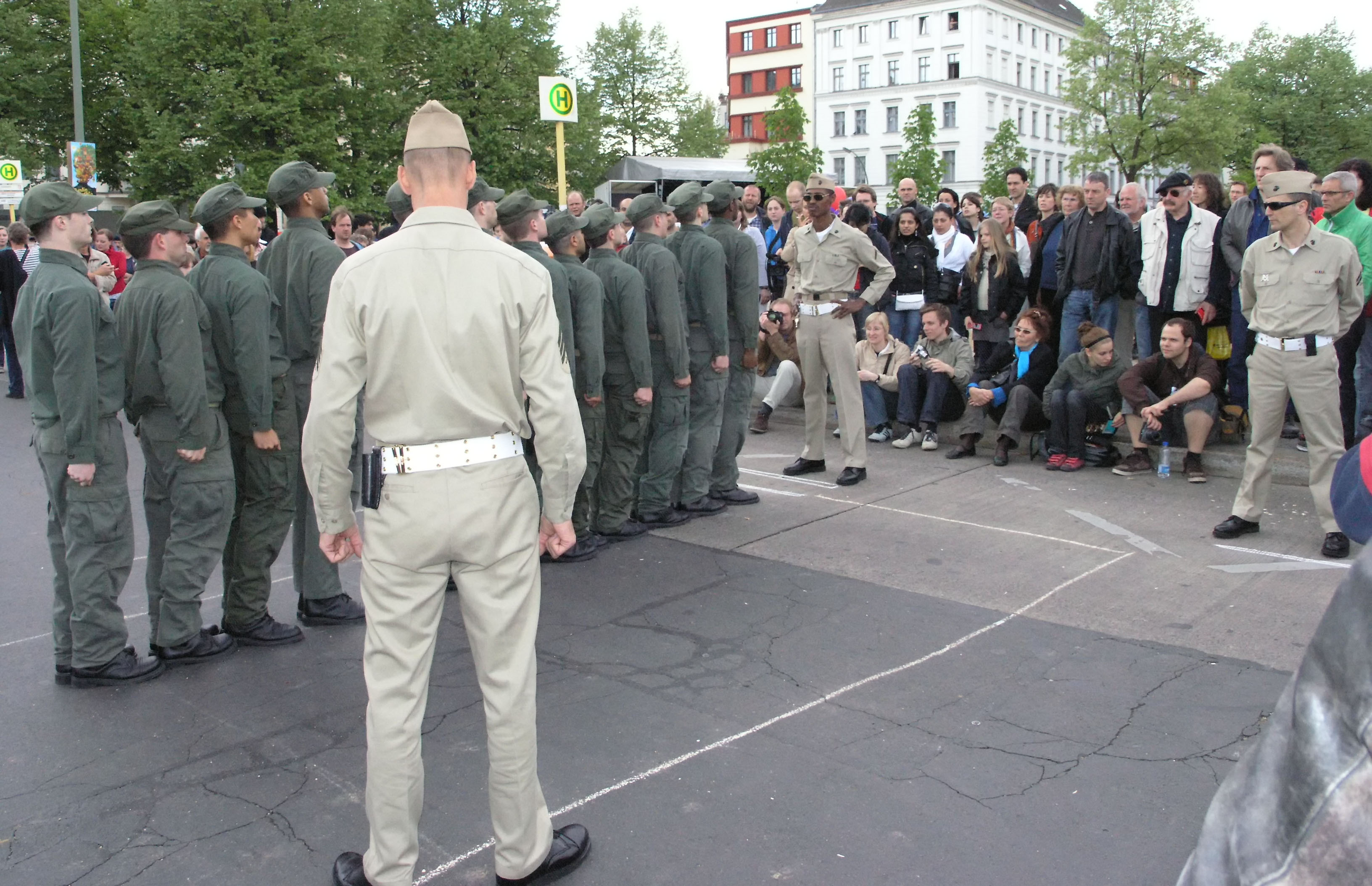
The Living Theatre presentando su obra The Brig en Myfest 2008 en Berlin-Kreuzberg.

El 15 de julio de 1959 estrenaron The Connection de Jack Gelber, donde representaron a un grupo de adictos a la heroína en espera del personaje que les trajera la dosis. La ficción era la siguiente: los actores-drogadictos eran en realidad unos drogadictos convocados por un productor cinematográfico para rodar un documental y que a cambio de dinero esperan su dosis. Un grupo de jazz era el guía de la aparente improvisación de los actores que incluso en algún momento llegaban a pedir una dosis a los espectadores.
Después de tres años de actuaciones consiguieron un gran éxito entre el público, aunque muchos de ellos reclamasen su dinero en la taquilla por no haber visto una representación teatral como esperaban. Sin embargo el grupo no estaba satisfecho con las obras realizadas, ya que consistían en un truco para atrapar al público y no en la realidad. Sentían que su realización era un simple engaño, como el del resto de las obras teatrales que se representaban por aquel entonces.
Con esta nueva actitud estrenaron en 1963 The Brig de Kenneth Brown, a quien trasladaron como marine a la base naval de Okinawa en Japón. En esta obra se describe una jornada en la prisión militar de aquella base: la realidad cotidiana de violencia, prohibiciones absurdas y las prescripciones que despersonalizan al individuo. Además es un texto que deja lugar a la improvisación en algunas partes, por lo que el Living en su intento de rechazar la ficción, decide vivir The Brig, utilizando  El manual de los marines como guía para los ensayos y creando relaciones aberrantes entre guardias y prisioneros. En este momento el Living se consolida como parte de la vanguardia artística norteamericana y emblema teatral de la lucha política de los sesenta.
El sistema político de aquella época advirtió el peligro que podía suponer un grupo de aquella índole por lo que los agentes fiscales decidieron clausurar el teatro en 1963, con la excusa de una deuda con el Estado. Cuando los agentes ocuparon el inmueble, los actores se encerraron en el escenario negándose a salir. La doble ocupación duró varios días, mientras la gente les llevaba comida y protestaban fuera por la libertad. Cuando los agentes decidieron dejar el teatro, el grupo programó una nueva representación que la policía trato de impedir sin éxito, pero al acabar la representación, los agentes evacuaron el teatro, realizando veinticinco arrestos.
Después de intentos de resistencia, denuncias y algunas semanas en prisiones federales, en 1964 decidieron migrar a Europa.

### Periodo Europeo
Este periodo que comenzó en 1964, duró más de cuatro años y fue donde crearon sus espectáculos más importantes y donde desarrollaron muchos conceptos y metodologías, como la creación colectiva, la improvisación como herramienta de creación y de representación y la inclusión del público en los espectáculos. Además de esto, también construyeron una comunidad de convivencia y trabajo basada en los ideales anarcopacifistas. Todo esto les llevó hacía una estética teatral donde se eliminaron las distinciones entre director y actores.
El compromiso ideológico les llevó a la creación de un nuevo teatro donde las ideas clave no solo eran parte de su discurso, sino que repercutían es su vida cotidiana: el colectivo, la autodeterminación, la comunidad, la espontaneidad, la igualdad, la participación, el juego, la creatividad, la independencia, la liberación sexual, colectivización de las funciones y las tareas, rechazo del beneficio económico, rechazo de la violencia y de todo tipo de poder y el teatro de creación colectiva.

#### Teatro de creación colectiva
El teatro de creación colectiva se fundamentó en la desaparición de un texto cerrado, el proceso de construcción escénica era un acontecimiento único del que partía el resto de la representación. El contexto era muy influyente, según las circunstancias en las que se creaba la obra, la representación iba cambiando. Los componentes que constituían la obra eran inventados originariamente, por lo que el dramaturgo pasó a ser un miembro más del grupo. Además de esto, era imprescindible la participación de todos los componentes del grupo, de este modo los debates y la dialéctica se volvieron imprescindibles dentro de la comunidad del Living. Las obras a representar surgían de la investigación sobre cuestiones que interesaran al grupo, creando autorrepresentaciones y un teatro sobre cosas que previamente no se habían visto ni hablado.

Un grupo de personas se reúne. No hay autor para apoyarse en él y que te arrebate el impulso creador. Destrucción de la superestructura de la mente. Entonces aparece la realidad. Nos sentamos juntos durante meses hablando, absorbiendo, creando una atmósfera en la que no sólo nos inspiramos mutuamente, sino que además cada cual se siente con toda libertad para decir lo que le apetezca. Enorme jungla pantanosa, un paisaje de conceptos, almas, sonidos, movimientos, teorías, helechos de poesía, tosquedad, páramos, vagabundeos. Luego se une y toma forma. En el proceso se presenta una forma. La persona que menos habla puede ser quién inspira a la que más habla. Al final nadie sabe quién era realmente responsable de lo obtenido, el ego individual desaparece en la oscuridad, todos están contentos, todos tienen una satisfacción personal mayor que la de quién está solo. Una vez que se ha sentido esto, el proceso de la creación artística en colectivo, volver al viejo orden parece una regresión. La creación colectiva es un ejemplo del Proceso Autogestivo Anarco-Comunista que tiene más valor para el pueblo que una obra de teatro. La creación colectiva como arma secreta del pueblo.

Los Siete Mandatos del Teatro Contemporáneo que aparecen en la publicación El Living Theatre de Julian Beck, Ediciones Fundamentos, Madrid, en las páginas 86-87:
| Los Siete Mandatos del Teatro Contemporáneo                                                                                 |
| --- |
| 1. En la Calle: fuera de las limitaciones culturales y económicas del teatro institucionalizado.                            |
| 2. Gratuito: Representaciones para el proletariado, el Lumpenproletariado, los pobres, los más pobres, sin cobrar entradas. |
| 3. Participación Abierta: Romper las barreras. Unificación: Creación Colectiva.                                             |
| 4. Creación Espontánea: Improvisación: Libertad.                                                                            |
| 5. Vida Física: Cuerpo: Liberación Sexual.                                                                                  |
| 6. Cambio: Crecimiento de la Atención Consciente: Revolución Permanente: Ideología Abierta (Flexible, Libre).               |
| 7. Actuación como Acción.                                                                                                   |

#### Obras de creación colectiva
La primera vez que el Living intentó hacer teatro de creación colectiva, fue en Mysteries and Small Pieces en 1964. Esta obra se preparó en muy poco tiempo y las escenas surgieron de la meditación, yoga, improvisaciones y diversos ejercicios de los actores, como el gesto con sonido que aprendieron de Lee Warley, un actor del Open Theatre y que consistía en la imitación y transformación de un sonido y gesto realizado por un compañero. Esta obra daba comienzo con una representación grotesca del mundo, dominado por la ambición del poder y del dinero. Tras esto, recitaban la poesía del Dólar: las palabras y cifras que están inscritas en un billete de dólar. Después empezaban las escenas de relación con el público: con una iniciación sonora (la voz de una mujer cantando una raga hindú acompañada de una guitarra), olfativa (con velas de incienso) y reivindicativa (mensajes políticos). En la escena final los actores se iban juntando en el centro, escuchando los sonidos que emitían sus compañeros y emitiendo otros sonidos más potente para dar una respuesta, con lo que lograban un sonido que iba en aumento. Esta escena, era la representación de la unión colectiva. Mysteries and Small Pieces tuvo tres versiones diferentes y en la última, la escena final pasó a constituirse bajo el signo Antonin Artaud artaudiano] de la Peste, donde los cuerpos de los actores se transformaban en cadáveres amontonados.
En el año 1965 representaron Las criadas de Genet y posteriormente para el Festival de Teatro de Venecia prepararon la obra Frankestein. En este momento el Living pretende evitar la creación de una obra de ficción, dándole importancia al compromiso físico y político del actor, que utiliza el teatro como medio para provocar la revolución.
En 1967 pusieron en escena la versión de Bertolt Brecht de Antígona de Sófocles, en Alemania Occidental. En esta representación volvieron al trabajo tradicional, dirigidos por Julian y Judith.
Después de Antígona, la siguiente obra que prepararon fue Paradise Now en 1968 y fue uno de sus trabajos más relevantes y emblema teatral del Mayo Francés. Los ensayos constituidos de lecturas de I Ching, de Cábala, de textos psicológicos de Wilhelm Reich y R.D. Laing, largas discusiones sobre el paraíso, sesiones de meditación y yoga, utilización de drogas y unos ejercicios físicos que posteriormente aparecieron el la representación. Este proyecto era una sucesión de escenas preparadas para inducir al público en un estado de rebelión, utilizando el teatro como una herramienta para hacer frente a las represiones sociales.
El Living fue invitado al Festival de Teatro de Aviñón, con lo que tuvieron que viajar a París el 13 de mayo del 68, donde se vieron envueltos por las míticas jornadas de insurrección e incluso tomaron partido apoyando las acciones revolucionarias. Los ensayos para la obra del festival se fueron transformando a medida que el espíritu de las jornadas parisinas iba haciendo mella en ellos, por lo que decidieron trasladar sus ensayos a la calle. Se instalaban en la calle como una comuna y representaban su obra a estudiantes, artistas, hippies, vagabundos, anarquistas y contestatarios de todas las razas. Las autoridades y el propio festival comenzaron una lucha contra el Living. Durante tres días se toleraron las representaciones, pero al cuarto llegó un mandato que les impidió continuar, dándoles la única opción de sustituir Paradise Now por Antígona. De modo que el Living decidió retirarse del festival.
Después de cuatro años, regresaron a su país en septiembre de 1968, donde a pesar de la buena acogida del público, la prensa les atacó despiadadamente.

### Disolución
Tras la última representación de Paradise Now, el 11 de enero de 1970, el Living decidió disolverse en cuatro células independientes con la finalidad de continuar la revolución. Algunos de los destinos fueron Marruecos, Inglaterra o la India, pero la célula de Judith y Julian fue la que mantuvo el nombre de Living y centró su trabajo en París, realizando múltiples acciones de teatro de guerrilla.

El Living Theatre se ha convertido en una institución, unos treinta y cuatro adultos y nueve niños: una situación impracticable. Las instituciones están hechas por el éxito y nuestro éxito nos hace depender de los ingresos que recibamos de ser una institución. Depender del dinero de las entradas de los grandes teatros. Haciendo que tuviésemos éxito, la sociedad nos ha hecho depender de su sistema.Todo lo que hemos aprendido durante los años de nuestro espléndido exilio juntos, vagando de ciudad en ciudad representando obras, caravana de gitanos, actores errantes en tiempos famosos, todo lo que hemos aprendido del viaje de Paradise Now nos ha llevado a este momento (…) el Living Theatre como proyección de una comunidad anarquista (que es sólo un proceso de devenir) tiene que cambiar. 1969: la decisión de disolverse y reformarse, en células, para ir al encuentro de nuestras propias necesidades y de las necesidades de la época

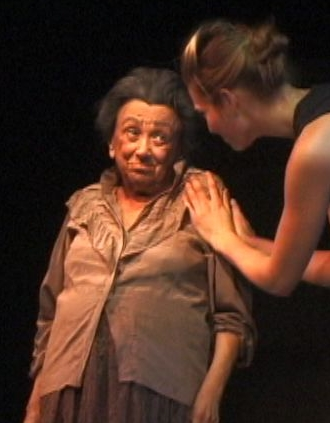
Judith Malina en la producción de Maudie and Jane en el Living Theatre

El 10 de julio de 1970 la célula de Judith y Julian viajó a Sâo Paulo, Brasil, país donde estaban sufriendo una dictadura. Ni las autoridades ni la gente entendían las propuestas del grupo, con lo que la pareja acabó arrestada, con la excusa oficial de la droga. Dos meses después fueron liberados y expulsados a su país tras una amplia campaña internacional.
La salida de Brasil les reencontró con la realidad norteamericana en 1972 y para enfrentarse a su propio país eligieron la obra Siete Meditaciones sobre el sadomasoquismo político, basado en textos de Leopold von Sacher-Masoch, que formaba parte de un ciclo titulado La herencia de Caín. Los temas eran los siguientes: la esclavitud, la represión sexual, el trabajo, el dinero, el estado, la guerra y la muerte. La primera representación de Siete meditaciones... se presentó en 1973. Los siguientes años realizaron representaciones de ese repertorio en Estados Unidos y Europa, con obras como: Oratorio de apoyo a la huelga, La torre del dinero y Seis actos públicos para transformar la violencia en concordia.
En 1984 se estrenó la película autobiográfica de los fundadores del Living, realizada por Sheldon Rochlin y Maxime Harris.
En 1985 murió Julian Beck, y en 1986 se estrenó en el Great Hall de Cooper Union, un espectáculo del Living Theatre, dirigido por Judith Malina y contando con la participación de miembros que habían pasado por la compañía durante diversos periodos de su larga vida
En 1988 Judith se casó con el miembro de la compañía Hanon Reznikov y juntos asumieron la dirección de la misma. En 2007 abrieron su propio teatro en Manhattan y en 2008 Reznikov murió de un derrame cerebral.

## Obras
- Ladies Voices; 1951.
- Questa sera si recita a soggetto (Tonight We Improvise); 1955.
- The Connection; 1959.
- The Brig; 1963.
- Mysteries and Smaller Pieces; 1964.
- Las Críadas;1965
- Frankenstein; 1965-66.
- Antígona; 1967.
- Paradise Now; 1968.
- The Legacy of Cain (En esta representación van incluidos: Six Public Acts, The Money Tower, Seven Meditations on Political Sado-Masochism, Turning the Earth y The Strike Support Oratorium);1970-1978.
- Prometheus at the Winter Palace, The Yellow Methuselah y The Archaeology of Sleep; 1980-1985.
- The Tablets, I and I, The Body of God, Humanity, Rules of Civility, Waste, Echoes of Justice y The Zero Method; 1985-1993.
- Anarquía, Utopía  y Capital Changes; 1993-2000.
- Resistenza; 2000.
- Resist Now!; 2001.
- Workshop in Libano; 2001.
- Red Noir; 2009[5]
- Korach; 2010[6]
- The History of the World; 2011[7]
- Here We Are; 2013[8]
- No Place to Hide; 2014[9]